# FFG-811 인천
FFG-811 인천은 대한민국 해군이 운용하는 인천급 호위함 중 하나이다.